# El dia de l'ós
El dia de l'ós és una novel·la de Joan-Lluís Lluís.
Publicada el 2004 per La Magrana, la novel·la explora els temes del poder, la submissió i la rebel·lia a través d'una història situada a Prats de Molló (el Vallespir), en la qual els fets viscuts pels vilatans en el present i el passat conflueixen i es barregen amb els auguris d'una llegenda popular que vincula el retorn de l'ós amb la presència militar francesa a la Catalunya del Nord. És, doncs, una novel·la que es mou entre la faula i la realitat, amb un rerefons polític.
Ha estat traduïda al francès per Cathy Ytak i publicada per l'editorial Tinta Blava sota el títol Le jour de l'ours.

## Argument
Una tarda, Bernadette rep en el seu pis de Barcelona un fax que l'avisa del suïcidi de la seva mare, allà al seu poble natal, Prats de Molló. Hi ha de tornar perquè el cos de la seva mare serà jutjat i condemnat. I és que el Prats de Molló on torna Bernadette és un poble dominat per la por i l'obediència a l'exèrcit francès, el mateix exèrcit que va apoderar-se del poble al segle xvii. La població veu de mal ull aquest retorn, vuit anys que l'hagin obligat a exiliar-se per haver comès un acte d'immoralitat. Pocs dies abans ha tingut lloc un altre retorn, el d'un ós del Pirineu, després de segles d'absència, i una llegenda diu que quan torni un ós, tot el poble serà trasbalsat.

## Premis
L'obra va ser guardonada amb el Premi Crexells 2004, guardó que atorga l'Ateneu Barcelonès a la millor novel·la publicada l'any anterior. Segons Josep Faulí, membre del jurat, El dia de l'ós "és una novel·la diferent, amb un esquema creatiu original".